# Tượng đài Stefan Starzyński
Tượng đài Stefan Starzyński (Pomnik Stephane Starzyńskiego) tại Quảng trường Ngân hàng ở Warsaw là một trong hai tượng đài Warsaw dành riêng để tưởng nhớ cựu Tổng thống Warsaw, Stefan Starzyński. Đó là tác phẩm của nhà điêu khắc Andrzej Renes.
Nó nằm ở phía đông của quảng trường, trên vỉa hè phía trước Błękitny Wieżowiec (Tòa nhà chọc trời màu xanh). Lễ khánh thành tượng đài diễn ra vào ngày 10 tháng 11 năm 1997, để kỷ niệm 100 năm ngày sinh của Tổng thống.
Bức tượng được đúc bằng đồng và đặt trên bệ đá granit. Ý định của tác giả là trình bày hình ảnh Starzyński đứng tựa vào bản đồ thành phố Warsaw.

## Tượng đài thứ hai
Tượng đài thứ hai ở Warsaw về Starzyński, của nhà điêu khắc Ludwika Nitschowa đã được khánh thành vào ngày 17 tháng 12 năm 1980 tại Vườn Saxon. Năm 2008, nó được chuyển đến Trường tiểu học số 143, Stefan Wyszynski trên Aleja Stanów Zjednoczonych (Đại lộ Hoa Kỳ). Việc khánh thành tượng đài tại địa điểm mới này diễn ra vào ngày 15 tháng 9 năm 2008.